# Изложба „Цртежи и ситна пластика” (1976)
Изложба „Цртежи и ситна пластика” се одржала у периоду од 5. до 24. априла 1976. године у Уметничком павиљону „Цвијета Зузорић” у Београду.

## Уметнички савет
Избор радова за изложбу је обавио Уметнички савет Удружења ликовних уметника Србије:
- Градимир Петровић, председник Савета
- Олга Јанчић
- Никола Јанковић
- Бранко Миљуш
- Мира Јуришић
- Нусрет Хрвановић

## Излагачи

### Цртежи
1. Бранимир Адашевић
2. Драгиша Андрић
3. Миодраг Анђелковић
4. Исак Аслани
5. Љиљана Блажеска
6. Биљана Вуковић
7. Зоран Вуковић
8. Горан Гвардиол
9. Оливера Грбић
10. Фатима Дедић
11. Милица Динић
12. Дуња Докић Николић
13. Драго Дошен
14. Марио Ђиковић
15. Душан Ђокић
16. Живојин Ђокић
17. Димитрије Ђурић Ћила
18. Слободан Ђуричковић Ћако
19. Весна Зламалик
20. Светлана Златић
21. Љубодраг Јанковић
22. Радош Јевтић
23. Гордана Јоцић
24. Мира Јуришић
25. Бранимир Карановић
26. Емило А. Костић
27. Момчило Крковић
28. Велизар Крстић
29. Божидар Лазаревић
30. Владан Љубинковић
31. Милан Маринковић Циле
32. Снежана Маринковић
33. Бранка Марић
34. Бранислав Марковић
35. Мома Марковић
36. Милан Мартиновић
37. Даница Масниковић
38. Велимир Матејић
39. Душан Ђ. Матић
40. Вукосава Мијатовић Теофановић
41. Зоран Миладиновић
42. Живорад Милошевић
43. Лепосава Милошевић
44. Савета Михић
45. Душан Мишковић
46. Марклен Мосијенко
47. Тафил Мусовић
48. Павле Насковић
49. Рајко Николић
50. Миливоје Новаковић Кањош
51. Миливој Олујић
52. Ружица Беба Павловић
53. Синиша Пајић
54. Добривоје Петровић
55. Данка Петровска
56. Гордана Поповић
57. Мице Попчев
58. Јовица Првуловић
59. Божидар Продановић
60. Југослав Радојичић
61. Ђуро Радоњић
62. Борислав Ракић
63. Кемал Рамујкић
64. Слободан Роксандић
65. Мирослав Савић
66. Светозар Самуровић
67. Вера Симић
68. Феђа Соретић
69. Десанка Станић
70. Миливоје Стоиљковић
71. Добри Стојановић
72. Станка Тодоровић
73. Србољуб Траванов
74. Корнел Траилов
75. Лепосава Туфегџић
76. Томислав Шебековић

### Ситна пластика
1. Градимир Алексић
2. Милан Бесарабић
3. Војислав Вујисић
4. Никола Вукосављевић
5. Стеван Дукић
6. Светислав Здравковић
7. Никола Јанковић
8. Селимир Јовановић Селе
9. Мира Јуришић
10. Родољуб Карановић
11. Владимир Комад
12. Антон Краљић
13. Момчило Крковић
14. Мира Летица
15. Анте Мариновић
16. Дубравко Милановић
17. Драгомир Милеуснић
18. Михаило Пауновић Паун
19. Владислав Петровић
20. Славка Петровић Средовић
21. Мице Попчев
22. Екатерина Ристивојев
23. Душан Русалић
24. Љубинка Савић Граси
25. Славољуб Вава Станковић
26. Војин Стојић
27. Љубица Тапавички
28. Томислав Тодоровић
29. Јелисавета Шобер Поповић